# Ophrys lunulata
La ofris lunulata (Ophrys lunulata Parl., 1838) es una especie de planta herbácea de la familia de las Orchidaceae. Crece exclusivamente en Sicilia.

## Descripción

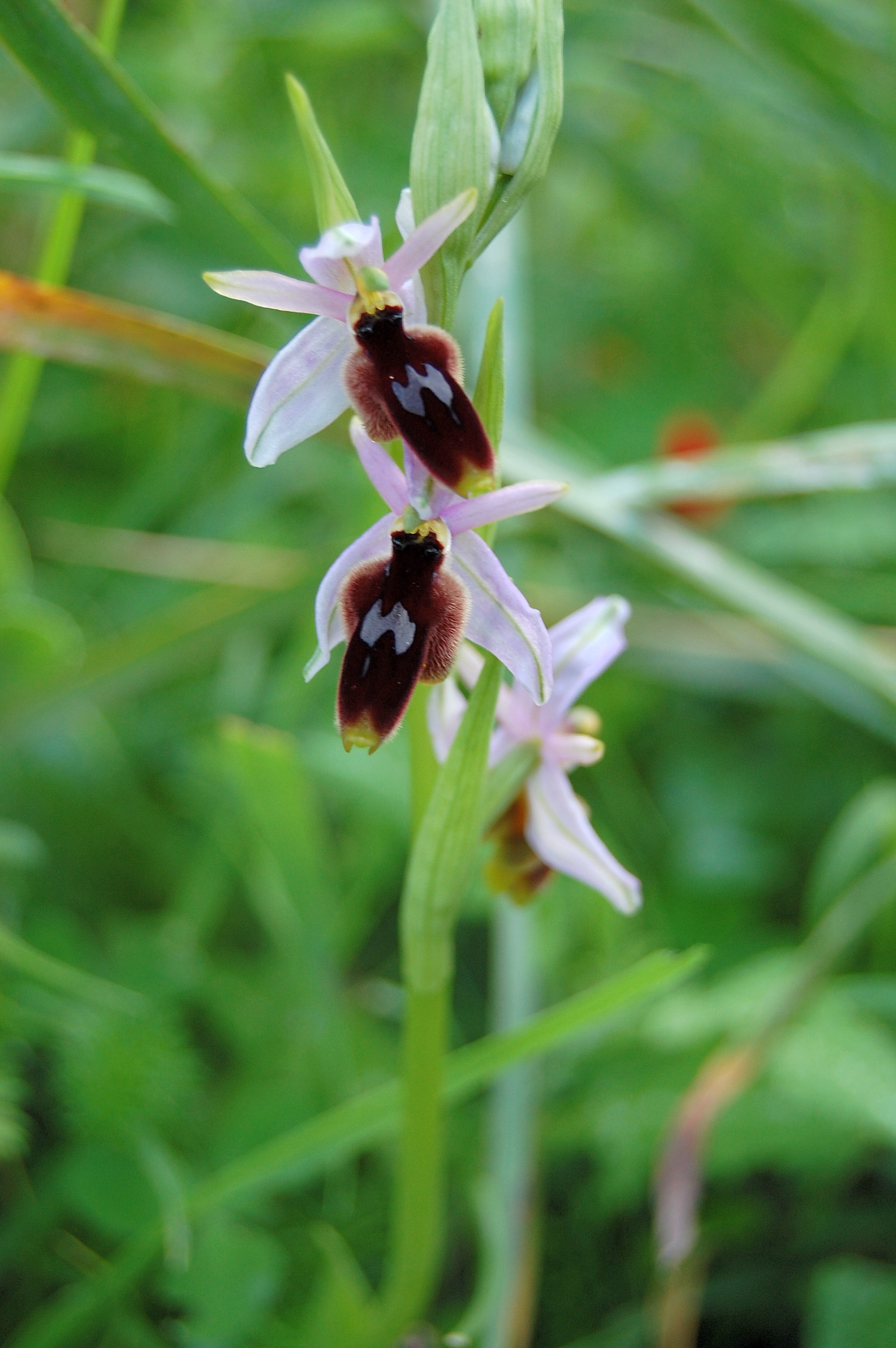

La planta alcanza de 30 a 40 cm. La inflorescencia está provista de pocas Flores. Los tépalos externos, lanceolados, son de color variable del rosa violeta al blanco rosado, mientras que la nervadura central es verde; los dos tépalos internos, son breves y estrechos, son solamente de un color más intenso que el de los  externos.
El labelo es elongado, trilobado y recubierto de un vello, excepto en el margen del lóbulo central que es verde y glabro. El espejo en el centro del labelo está constituido de una marca lúcida en forma de media luna (de la cual deriva el epíteto específico lunulata).
Florece de marzo a abril. La polinización es entomófila, y la efectúa opera un pequeño himenóptero, la 'Osmia kohlii. La diseminación es anemócora, (favorecida por el viento), que trasporta a largas distancias las semillas, de dimensiones microscópicas. 
Esta especie puede producir un gran número de hibridaciones, con otras especies de Ophrys.

## Distribución y hábitat
Es una especie endémica de Sicilia.

Descrita  en 1838 por Filippo Parlatore en la provincia de Palermo, la ofris lunulata se difunde en todas las provincias de la isla, aunque no se encuentra en las islas Eolias.
Crece en ambientes de maquia rala, garriga y prados mediterráneos, llegando a una altitud de
1300 m; prefiere los suelos calcáreos despejados y luminosos.

## Conservación
Clasificada como "Vulnerable" según la Lista Roja redactada por Conti et al. (1997), según los criterios de clasificación  del IUCN se encuadra en la categoría "Endangered" (en peligro).

Figura en el Apéndice I de la Convención de Washington, como especie de interés prioritario en el Apéndice II de la Directiva 43/92/CEE "Flora, Fauna e Habitat". Por otra parte, en 1995 la CITES incluyó a todas las Orchidaceae europeas en su Apéndice I.

## Sinónimos
- Arachnites lunulata (Parl.) Tod. 1842
- Ophrys sphegodes ssp. lunulata (Parl.) Sundermann

Nombres comunes:
- Fiordivespa a mezzaluna
- Orchidea a mezzaluna